# 肯逸湖
肯逸湖是马来西亚最大也是东南亚最大的人造湖，位于登嘉楼州。距离登嘉楼州首府瓜拉登嘉楼约55公里，面积有2600平方公里，储水量高达2千360万立方米。肯逸湖里有340个小岛。
距离马来西亚登嘉楼州首府瓜拉登嘉楼约55公里，与彭亨州国家公园毗邻，所占面积达36900公顷，约有52000个足球场大小，储水量高达2360万立方米，比邻国新加坡还大一倍半，是全东南亚最大的人造淡水湖泊。
肯逸湖由340多个小岛组成，前身是登嘉楼州内陆森林。当年这里群山环绕，山脚有务农人家，森林里也有百兽。1978年间，国家电气局为了水力发电而建造了肯逸水坝，以及另外八个山脊水坝，切断了所有河流，把数以万计的溪流汇集在谷中，因而形成了湖中的岛屿。
肯逸水坝在1985年建竣，由登州苏丹主持开幕，并命名为苏丹莫哈末水力发电站。肯逸湖湖水由水坝附近的15条河流汇集谷中而成，过去的山峰变成了大大小小的岛屿，而来不及砍伐的树木被水淹没，成了枯木，意外的造就如今肯逸湖奇异的景观，也成为最天然的养鱼场。
肯逸湖东南边的水坝部分地区属于国家公园范围；而大部分的旅店、度假村和码头则坐落在湖的东面。十几年来，环绕着肯逸湖边四周的古老生态雨林生气勃勃，热带丛林间蕴藏了8000种花卉、2500种植物、1000种蝴蝶、230种鸟类、300种菌类及300种淡水鱼，不但是摄影发烧友、生态旅游爱好者及钓鱼人的天堂，也是科学研究人员的喜爱的研究地点。